# Apollo noir
 (mai 2023).
La mise en forme du texte ne suit pas les recommandations de Wikipédia : il faut le « wikifier ».
Les points d'amélioration suivants sont les cas les plus fréquents. Le détail des points à revoir est peut-être précisé sur la page de discussion.
- Les titres sont pré-formatés par le logiciel. Ils ne sont ni en capitales, ni en gras.
- Le texte ne doit pas être écrit en capitales (les noms de famille non plus), ni en gras, ni en italique, ni en « petit »…
- Le gras n'est utilisé que pour surligner le titre de l'article dans l'introduction, une seule fois.
- L'italique est rarement utilisé : mots en langue étrangère, titres d'œuvres, noms de bateaux, etc.
- Les citations ne sont pas en italique mais en corps de texte normal. Elles sont entourées par des guillemets français : « et ».
- Les listes à puces sont à éviter, des paragraphes rédigés étant largement préférés. Les tableaux sont à réserver à la présentation de données structurées (résultats, etc.).
- Les appels de note de bas de page (petits chiffres en exposant, introduits par l'outil «  Source ») sont à placer entre la fin de phrase et le point final[comme ça].
- Les liens internes (vers d'autres articles de Wikipédia) sont à choisir avec parcimonie. Créez des liens vers des articles approfondissant le sujet. Les termes génériques sans rapport avec le sujet sont à éviter, ainsi que les répétitions de liens vers un même terme.
- Les liens externes sont à placer uniquement dans une section « Liens externes », à la fin de l'article. Ces liens sont à choisir avec parcimonie suivant les règles définies. Si un lien sert de source à l'article, son insertion dans le texte est à faire par les notes de bas de page.
- La présentation des références doit suivre les conventions bibliographiques. Il est recommandé d'utiliser les modèles {{Ouvrage}}, {{Chapitre}}, {{Article}}, {{Lien web}} et/ou {{Bibliographie}}. Le mode d'édition visuel peut mettre en forme automatiquement les références.
- Insérer une infobox (cadre d'informations à droite) n'est pas obligatoire pour parachever la mise en page.

Pour une aide détaillée, merci de consulter Aide:Wikification.
Si vous pensez que ces points ont été résolus, vous pouvez retirer ce bandeau et améliorer la mise en forme d'un autre article.
Apollo Noir est un producteur de musique électronique, IDM et de musique ambient, né à Pont-Astier (Auvergne) et basé à Vichy, en France. Il est principalement signé sur le label français Tigersushi Records de Joakim. Il se produit seul ou avec Thomas Pons, artiste visuel. Apollo Noir a également signé un disque sous l'alias Fille Unique sur le label Grande Rousse Disques. Il a co-créé le label Santé Records avec l'artiste Botine. Son studio compte 52 synthétiseurs analogiques, dont un Jupiter 8 qui lui sert majoritairement.

## Biographie
Apollo Noir se nomme dans le civil Rémi Sauzedde. Il a grandi à Thiers (Auvergne Rhône-Alpes) où il a commencé à jouer dans différents groupes de punk en tant que batteur. Il s'intéresse à la musique électronique en arrivant à Paris à l'âge de 19 ans et commence à apprendre à jouer du synthétiseur.
Il produit pour la première fois aux côtés du chanteur pop Sliimy, rencontré grâce à un ami commun. Il commence à gagner sa vie en produisant des musiques de publicité. À côté de cela, il continue de produire des morceaux en tant que Apollo Noir et sort son premier album chez Tigersushi Records en 2017 à la suite de sa rencontre avec Joakim, le fondateur du label. L'album s'intitule A/N.
Par la suite, il sort de nouveaux albums notamment ACIE E R R sur le label florentin OOH-sounds.
En 2019, Apollo Noir et Botine créent leur propre label Santé Records sur lequel ils produiront S Diamah, Peanuts, Glass ou Karim Kahar.
Apollo Noir coproduit des artistes parmi lesquels on retrouve Jeanne Added, Buvette ou Silly Boy Blue.
En 2022, il démarre une collaboration avec Marjorie Picard, professeure de yoga. Cette collaboration se matérialise par une performance de 1h30 mêlant yoga et musique live, durant laquelle il joue des morceaux ambient de sa composition. Ce projet se nomme Yoga Power Love Connection et donne lieu à un album éponyme de 9 titres sortis en 2023 sur le label Phonographe Corp.

## Vie privée
Il a une fille .

## Discographie

### Albums studio
- 2017 : A/N (Tigersushi Records)
- 2019 : Chaos ID (Santé Records)
- 2022 : ACIE E R R (OOH-sounds)
- 2022 :  Adrien Pallot & A/N (Santé Records)
- 2023 : Yoga Power Love Connection (Phonographe Corp)

### EPs
- 2022 : Karim Kahar, Apollo Noir - Aftercare (Apollo Noir Remix) (Amsem)

## Sources
1. ↑  « Apollo Noir : « C’est pas que je n’aime pas trop la réalité mais je la vis tous les jours » », sur Apollo Noir : « C’est pas que je n’aime pas trop la réalité mais je la vis tous les jours » | Sourdoreille (consulté le 10 mai 2023)
2. ↑  Association Electroni[k, « Rencontre avec Apollo Noir & Thomas Pons », 24 novembre 2021 (consulté le 10 mai 2023)
3. ↑  Théo Poddevin, « Tsugi Podcast - Apollo Noir », sur Tsugi, 21 octobre 2020 (consulté le 9 mai 2023)
4. ↑  « (Un)related to God, une alchimie humaine et artistique : Apollo Noir & Thomas Pons (interview) », sur Stereolux (consulté le 10 mai 2023)
5. ↑  Spécial Disquaire Day avec Apollo Noir & La Bestiole / Stima Records - 14 Avril 2023 (lire en ligne)
6. ↑  « Grande Rousse Disques », sur Discogs (consulté le 10 mai 2023)
7. ↑  « Un Jupiter-8, des synthés modulaires.. on visite le studio du producteur Apollo Noir l Trax Magazine » (consulté le 10 mai 2023)
8. ↑  Guillaume.F et Charles, « Apollo Noir "J’aime bien que l’art ne soit pas un truc trop élitiste, mais accessible." », sur La Face B, 1er décembre 2020 (consulté le 10 mai 2023)
9. ↑  « Apollo Noir, kiffeur avant tout », sur Phonographe Corp, 11 avril 2023 (consulté le 10 mai 2023)
10. ↑  « Apollo Noir », sur Discogs (consulté le 10 mai 2023)
11. ↑  « OOH-sounds », sur Discogs (consulté le 10 mai 2023)
12. ↑  « Santé Records », sur Discogs (consulté le 10 mai 2023)
13. ↑  KITZIA AGUILAR CONDÉ, « YOGA & AMBIENT SOUND BATH avec Marjorie et Apollo Noir », sur Maya Shala, 18 janvier 2023 (consulté le 9 mai 2023)
14. ↑  « Des cours de yoga et sessions soundbath sur fond de live ambient s'organisent à Paris », sur Dure Vie, 24 octobre 2022 (consulté le 10 mai 2023)
15. ↑  patricemancino, « 18 sept. ~ Apollo Noir ~ », sur french-o-rama, 17 septembre 2017 (consulté le 10 octobre 2023)